# Vántus István
Vántus István (Vaja, 1935. október 27. – Debrecen, 1992. július 9.) magyar zeneszerző.

## Élete
Vántus István a Nyírségben, Vaján született. A Debreceni Református Kollégium zenei tagozatán végezte középiskolai tanulmányait, miközben a debreceni zeneművészeti szakiskolába is járt, Szabó Emil tanítványaként. Ezután 1955 és 1960 között zeneszerzést tanult   Szabó Ferenctől Budapesten, a Liszt Ferenc Zeneművészeti Főiskolán. 1960-tól 1966-ig a szegedi Zeneművészeti Szakiskolában tanított zeneszerzést és zeneelméletet, 1966-tól a Liszt Ferenc Zeneművészeti Főiskola szegedi tagozatának tanára volt. (Szegedet mintegy második hazájául választotta.) 1967-ben és 1975-ben Szeged Város Alkotói Díjával, 1976-ban Erkel Ferenc-díjjal tüntették ki. 1992. július 9-én Debrecenben hunyt el. A nyírbogáti ótemetőben van eltemetve. Emlékét őrzi Szegeden a Vántus István Társaság Közhasznú egyesület. Nevét viseli a Szegedi Tudományegyetem Gyakorló Zeneművészeti Szakgimnáziuma, a nyírbogáti általános iskola és a Szegedi Kortárszenei Napok, melynek kezdeményezője és élete végéig szerkesztője volt. Egykori szegedi lakóházát (Kölcsey u. 10.) emléktábla jelzi. Életéről, munkásságáról monográfiák jelentek meg halálának ötödik, illetve tizenötödik évfordulóján.

## Munkássága
Zenekari műveket, két operát (A három vándor – 1967, Aranykoporsó – 1975) és számos kórusművet szerzett. Verseket zenésített meg Balassi Bálint, Juhász Gyula, József Attila, Tóth Árpád és Weöres Sándor művei közül. Művei kitűnően szerkesztettek, formái feszesek, szűkszavúak, a korszerű kompozíciós munka belső törvényei érvényesülnek bennük.
Mindkét operájának ősbemutatója a Szegedi Nemzeti Színházban volt. Műveit Magyarországon és külföldön hangversenytermekben egyaránt játsszák, a Magyar Rádióban adásba kerülnek. A Magyar Televízió szegedi körzeti stúdiója 1977-ben portréfilmet készített róla.